# Korjivka, Kremenciuk
Korjivka (în ucraineană Коржівка) este un sat în comuna Horîslavți din raionul Kremenciuk, regiunea Poltava, Ucraina.

## Demografie
Componența lingvistică a localității Korjivka
     Ucraineană (88,24%)
     Rusă (11,76%)
Conform recensământului din 2001, majoritatea populației localității Korjivka era vorbitoare de ucraineană (88,24%), existând în minoritate și vorbitori de rusă (11,76%).